# Bonneville, Haute-Savoie
Bonneville este un oraș în Franța, sub-prefectură a departamentului Haute-Savoie, în regiunea Ron-Alpi. 
Bonneville este o comună în departamentul Haute-Savoie din sud-estul Franței. În 2009 avea o populație de 11.874 de locuitori.

## Evoluția populației
| An        | 1975  | 1982  | 1990  | 1999   | 2006   | 2009   |
| --------- | ----- | ----- | ----- | ------ | ------ | ------ |
| Populație | 7.702 | 8.814 | 9.998 | 10.463 | 10.691 | 11.874 |